# Murattismo
Il Murattismo fu un movimento politico nato nel Regno delle Due Sicilie dopo l'avvento al potere in Francia di Napoleone III nel 1852.
L'idea di fondo di tale movimento, sostenuta soprattutto da Aurelio Saliceti, era la restaurazione al trono dei Borboni di Luciano Murat erede di Gioacchino Murat al fine di importare nel Regno delle Due Sicilie le innovazioni amministrative e sociali francesi.
Ad osteggiare tale idea erano sia i democratici, sia i filopiemontesi, sia gran parte dei patrioti napoletani e siciliani, per quanto inizialmente suscitò l'interesse di esuli napoletani come Guglielmo Pepe e Giuseppe Pisanelli. Il movimento cercò di far sentire la sua voce nel Congresso di Parigi (1856), conseguente alla fine della guerra di Crimea senza ottenere ascolto.